# Driggs
Driggs is een plaats (city) in de Amerikaanse staat Idaho, en valt bestuurlijk gezien onder Teton County.

## Demografie
Bij de volkstelling in 2000 werd het aantal inwoners vastgesteld op 1100.
In 2006 is het aantal inwoners door het United States Census Bureau geschat op 1253, een stijging van 153 (13,9%).

## Geografie
Volgens het United States Census Bureau beslaat de plaats een oppervlakte van
2,7 km², geheel bestaande uit land. Driggs ligt op ongeveer 1927 m boven zeeniveau.

## Plaatsen in de nabije omgeving
De onderstaande figuur toont nabijgelegen plaatsen in een straal van 36 km rond Driggs.